# 빨강 사탕
《빨강 사탕》은 2010년 5월 15일에 방영한 KBS 드라마 스페셜이다. 2008년 3월 29일 〈돈꽃〉을 끝으로 KBS 드라마시티의 막이 내려 단막극의 명맥이 끊겼다가, 이후 단막극의 활성화에 뜻이 있는 PD와 작가들이 의기투합하여 다시 부활한 단막극의 첫 번째 에피소드이다.

## 줄거리
일상이 지루한 40대 유부남 남성과 가족의 슬픔을 안고 살아가는 젊은 여성의 짧지만 강렬한 사랑을 다룬 드라마다.

## 등장 인물

### 주요 인물
- 이재룡 : 재박 역 - 출판사 영업사원. 중학생 아들과 어린 딸을 둔 유부남이다.
- 박시연 : 유희 역 - 서점 직원. 유복했던 과거가 갑작스레 끝나며 큰 상처를 입었다.
- 김여진 : 민정 역 - 재박의 아내. 바가지 긁는 평범한 열성 엄마다.

### 그 외 인물
- 이용녀 : 재박의 어머니 역
- 황효은 : 민아 역 - 서점 직원. 유희의 고향 언니
- 민성욱 : 영훈 역 - 출판사 영업사원. 재박의 직장 동료
- 최우석 : 직원 2 역
- 진용욱 : 직원 3 역
- 육동일 : 영업 1 역
- 이재욱 : 영업 2 역
- 민수 : 젊은 남자 역
- 최명경 : 중년 남자 역
- 김길영 : 제과점 직원 역
- 김수정 : 영균 역 - 재박과 민정의 아들
- 최윤정 : 여중생 역

## 시청률
* 아래 내용은 AGB닐슨 미디어 리서치와 TNmS에서 공개한 시청률을 바탕으로 작성하였다.
| 회차 | 방송일자        | 시청률   | 시청률 |
| 회차 | 방송일자        | AGB 닐슨 | TNmS   |
| ---- | --------------- | -------- | ------ |
| 1화  | 2010년 5월 15일 | 5.0%     | %      |